# Rio Grande Mud
Rio Grande Mud ist das zweite Album der amerikanischen Bluesrock-Band ZZ Top. Es erschien im April 1972 bei London Records, in Nordamerika wurde das Album von Warner veröffentlicht. Es war das erste Album der Band, das sich in den Billboard 200 platzieren konnte, es erreichte dort Platz 104. Die Singleauskopplung Francine erreichte Platz 69 der Billboard Hot 100.

## Wissenswertes
Die Lieder wurden von den Bandmitgliedern gemeinschaftlich geschrieben, an einem Teil wirkte Manager Bill Ham mit, der das Album auch produzierte. Das Songwriting fand während der Tournee zum vorhergehenden Album statt, das Management organisierte Tourpausen, in denen die Band ins Studio gehen konnte. Das Stück Francine schrieb die Band gemeinsam mit dem Songwriter Steve Perron. Er war Fan der Rolling Stones, weshalb das Lied hörbar von dem Rolling-Stones-Hit Brown Sugar beeinflusst ist. Bei den Aufnahmen verwendete Billy Gibbons noch eine Fender Stratocaster, die er ab 1973 nicht mehr live nutzte. Die Titel Chevrolet und Francine sang Bassist Dusty Hill ein. Mit Apologies to Pearly befand sich das erste Instrumental auf einem Album der Band.
1985 wurde das Album für die CD-Version neu bearbeitet.

## Titelliste
1. Francine (Gibbons, Kenny Cordray, Steve Perron) – 3:33
2. Just Got Paid (Gibbons, Ham) – 4:49
3. Mushmouth Shoutin'  (Gibbons, Ham) – 3:41
4. Ko Ko Blue (Beard, Gibbons, Hill) – 4:56
5. Chevrolet (Gibbons) – 3:47
6. Apologies to Pearly (Beard, Gibbons, Ham, Hill) – 2:39
7. Bar-B-Q (Gibbons, Ham) – 3:34
8. Sure Got Cold After the Rain Fell (Gibbons) – 7:39
9. Whiskey’n Mama (Beard, Gibbons, Ham, Hill) – 3:20
10. Down Brownie (Gibbons) – 2:53

## Rezeption
Stephen Thomas Erlewine von Allmusic bemerkt den im Vergleich zum Vorgängeralbum härteren und kraftvolleren Sound des Albums und hält die Stücke von Rio Grande Mud für wesentlich besser als die des Debüts. Daneben stellt er fest, dass einige Titel mit ihrem verzerrten Bluesrock und den Boogie-Einflüssen ein wenig eindimensional klingen würden. Jon Koegel vom Musikmagazin Rolling Stone bedauert, dass es ZZ Top trotz zweier beachtenswerter Alben nur zu regionalem Erfolg gebracht hätten, und lobt die Musiker als talentiert und vielversprechend. Die Band klinge mehr nach englischem Blues als nach einer amerikanischen Band und sei vergleichbar mit John Mayall & the Bluesbreakers und frühen Fleetwood Mac. Mit etwas Promotion und größerem Airplay werde der Band der Durchbruch gelingen. Das Onlinemagazin laut.de merkt an, dass „der zweite Streich ‚Rio Grande Mud‘ … nichts Entscheidendes reißen“ konnte. Der Titel des Albums Rio Grande Blood der amerikanischen Industrial-Metal-Band Ministry ist eine Parodie auf „Rio Grande Mud“.